# 寄棟造
寄棟造（よせむねづくり）は、建築物の屋根形式のひとつで、4方向に傾斜する屋根面をもつものをいう。広義では同様の屋根をもつ建物のことを指す。屋根の形式を指す場合には、単に寄棟ということも多い。四阿（あずまや、しあ）、四注（しちゅう）ともいう。日本では、切妻造に次いで多く用いられている形式である。

## 概要

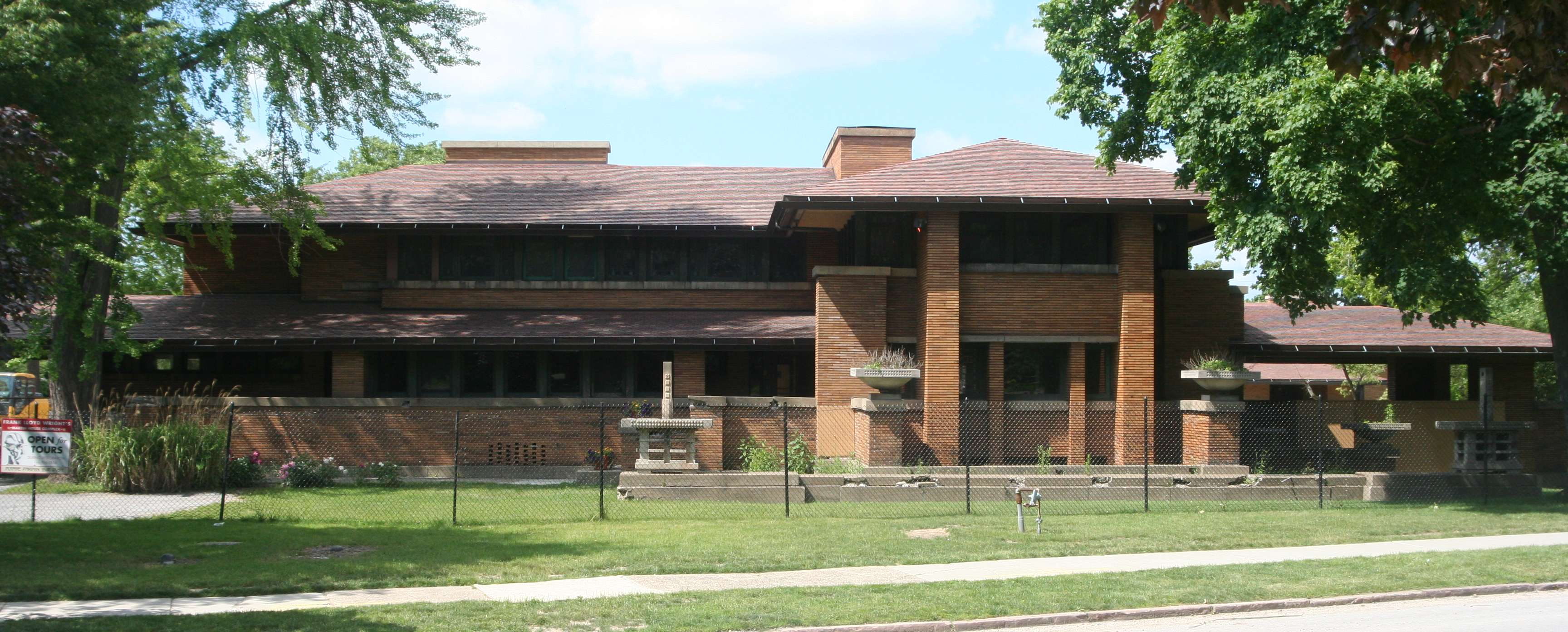
フランク・ロイド・ライト設計のダーウィン・D・マーティン邸（複数の寄棟が組み合わされた複雑な形状の屋根を持つ）

寄棟造は、世界各地の住宅などで見られる一般的な屋根の造りである。
日本では、最上部に大棟をもち、長方形の平面である屋根を日本語で寄棟造というのが一般的である。歴史的には、東日本に多く見られ、古代には「東屋」（あずまや）と呼ばれた。明治時代の一時期には、宝形造も混同して呼ばれていたことがある。

## 屋根の構造
典型的な構成の寄棟造の屋根は、4方向に勾配を持ち、長方形の平面で妻側の三角形の屋根と平側の台形の屋根からなる。4方に傾斜を持つことから、切妻造と比較して、雨の流れがよく雨仕舞いに優れる。その一方で、屋根部に垂直面がないために、切妻造や入母屋造と比較して小屋裏の換気が悪くなりがちである。また、複数の寄棟が組み合わされて、複雑な形状の屋根が造られることもある。

## 寄棟造の例

### 世界
- エルマウ城（ドイツ・バイエルン州）
- 紫禁城（中華人民共和国・北京）
- 國家戲劇院（台湾・台北市）

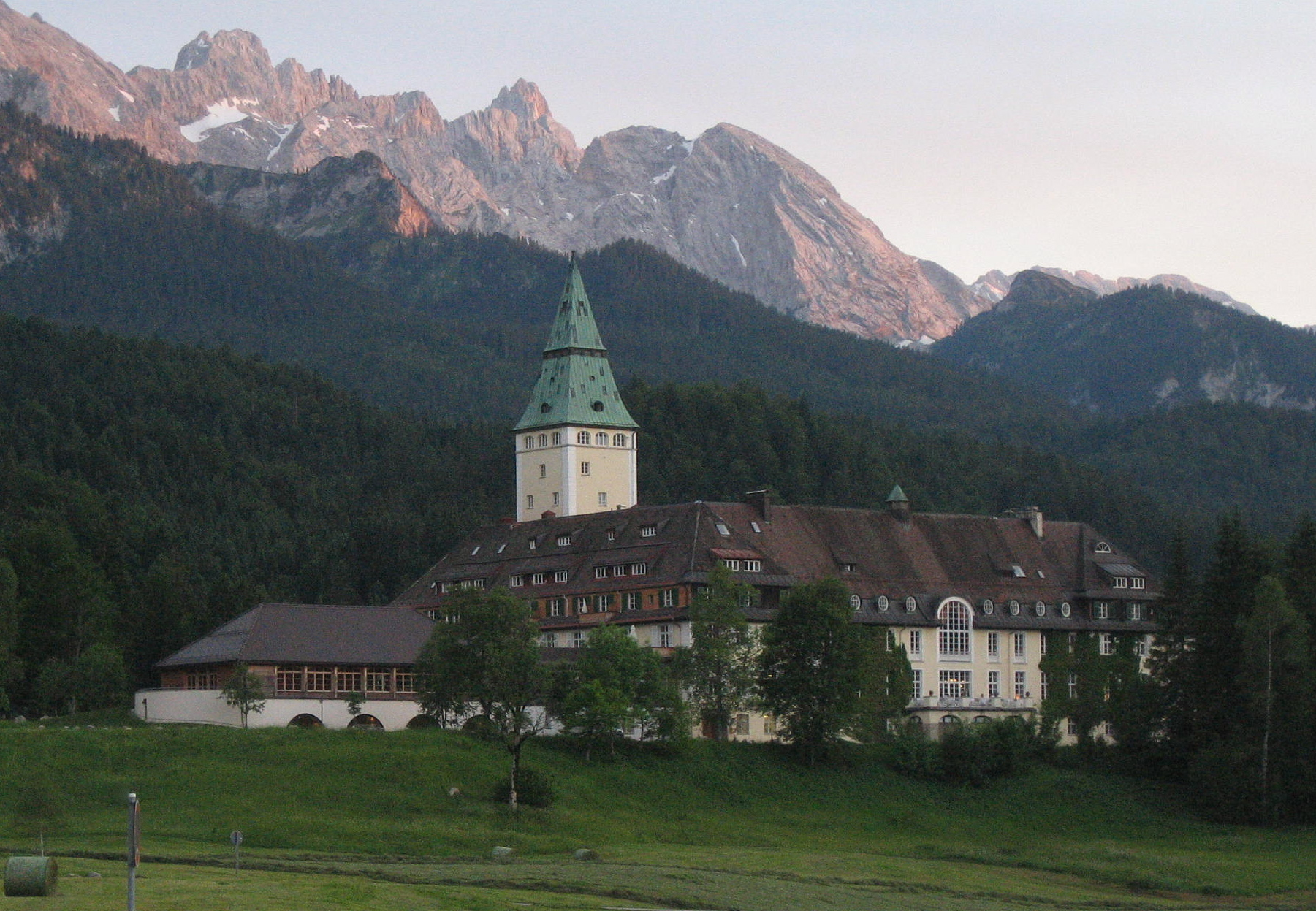
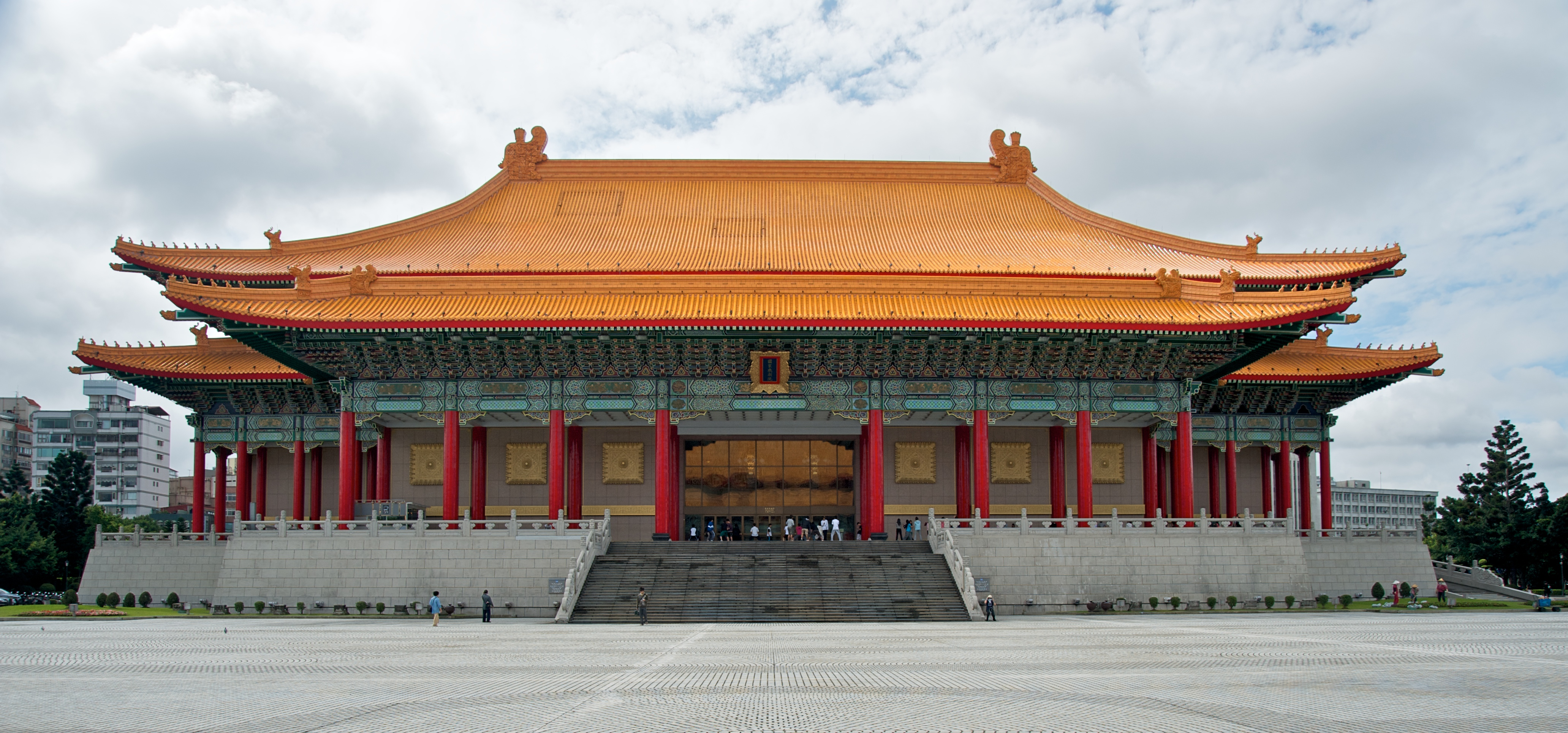
國家戲劇院（台湾台北市）
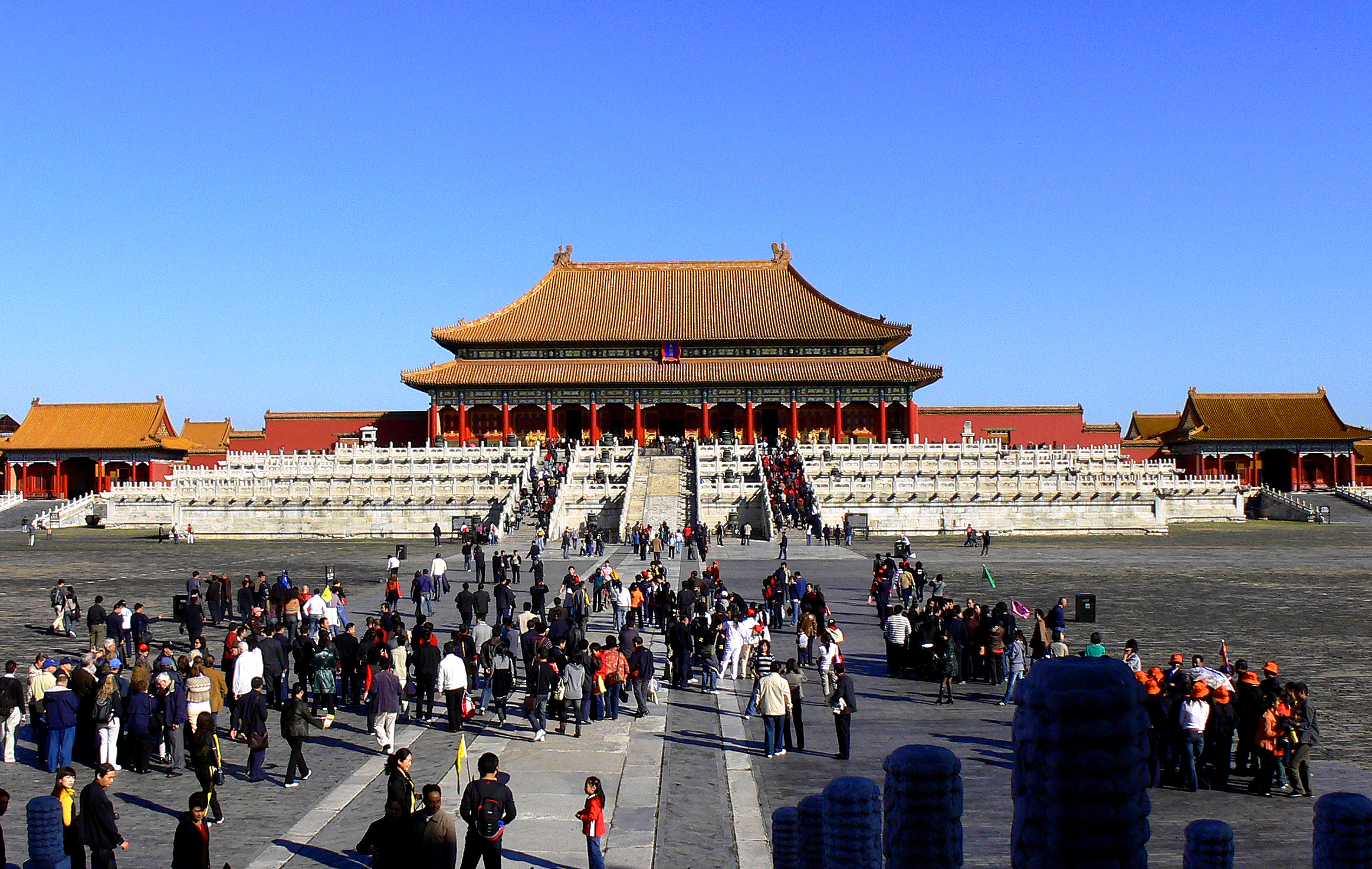
紫禁城太和殿
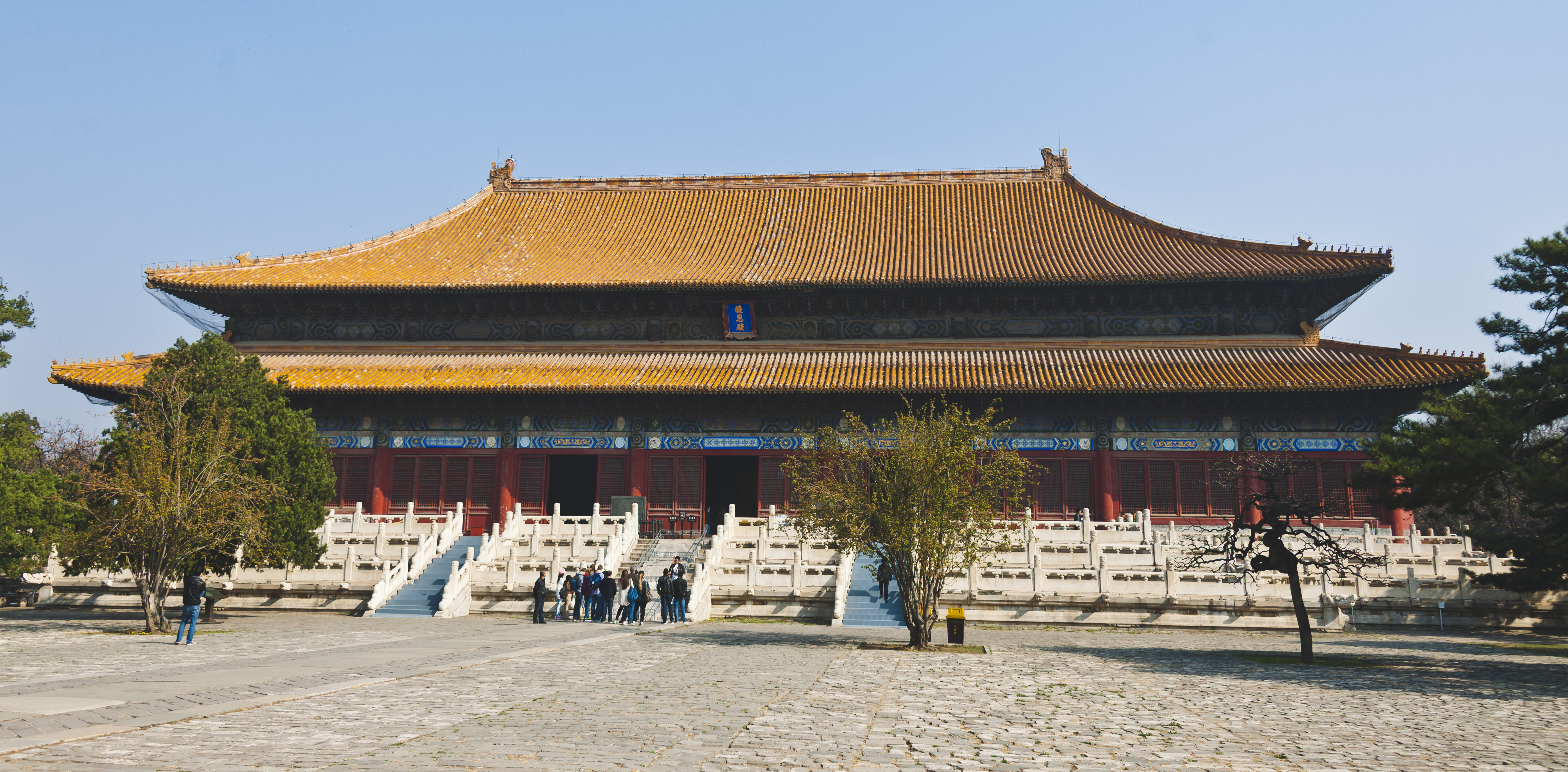
祾恩殿

### 日本
- 正倉院（奈良県）
- 唐招提寺金堂（同上）
- 東大寺大仏殿（同上）
- 元興寺極楽坊本堂 (同上)
- 當麻寺本堂 (同上)
- 小諸城三の門（長野県小諸市）
- 大宝寺 (松山市)本堂 (愛媛県)

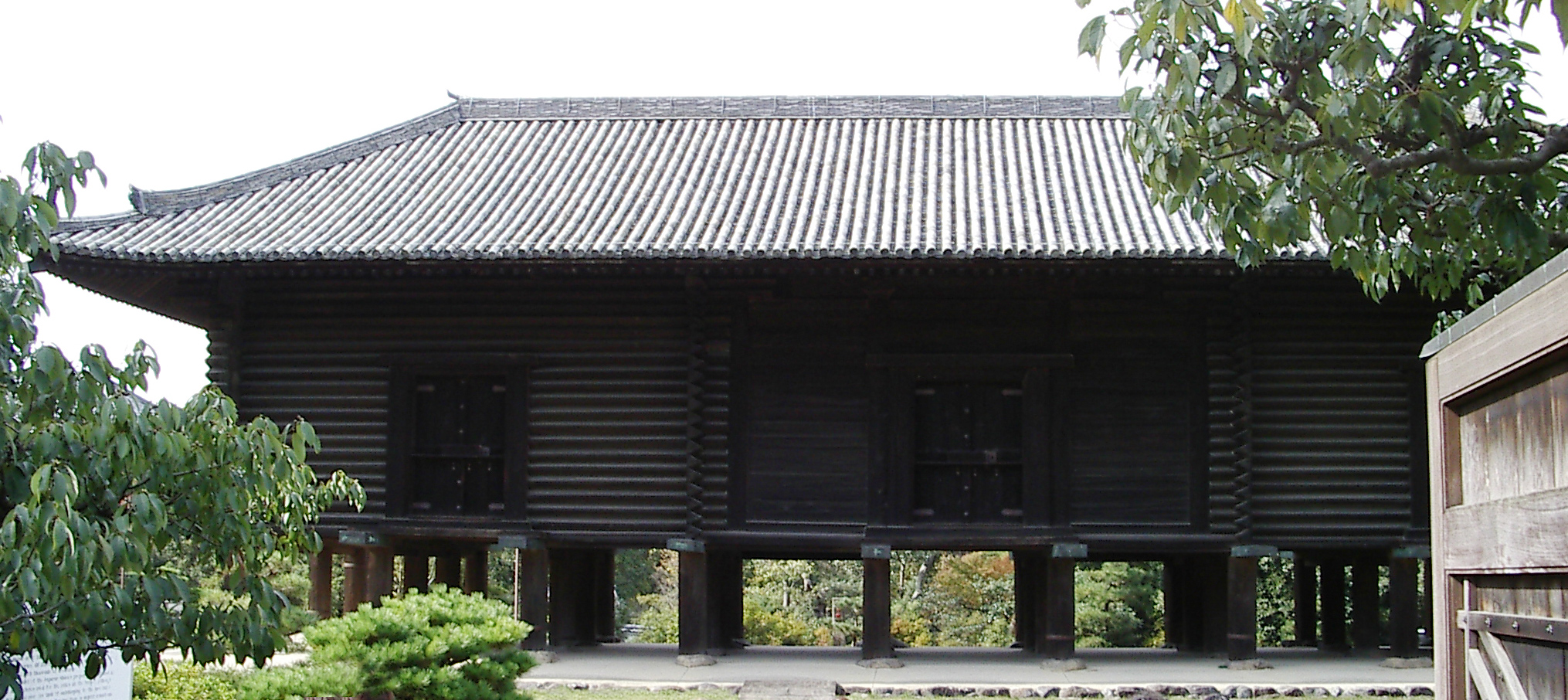
正倉院
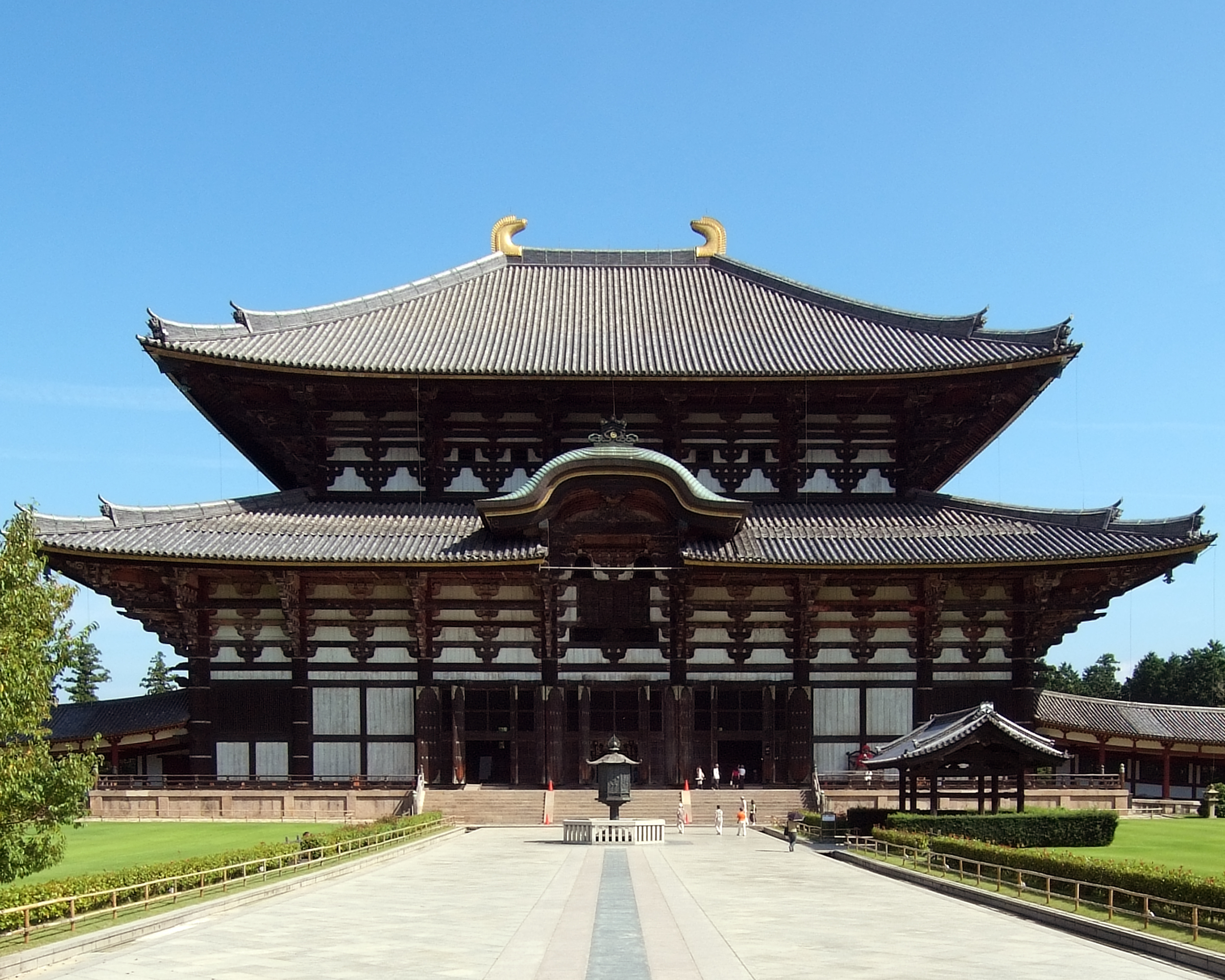
東大寺大仏殿
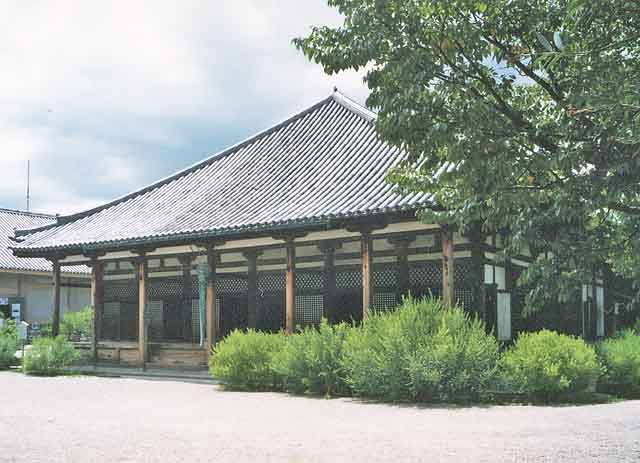
元興寺極楽坊本堂
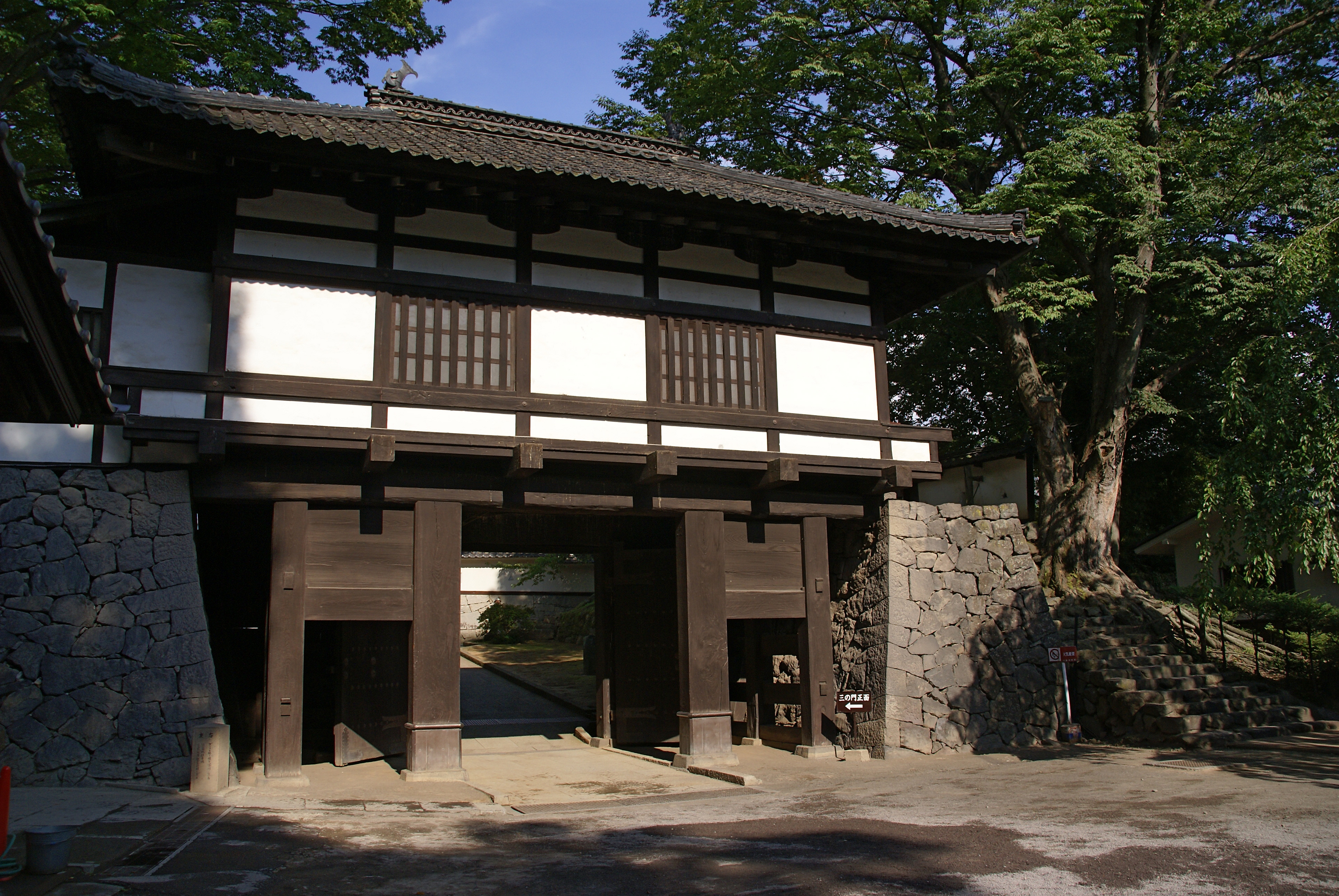
小諸城三の門
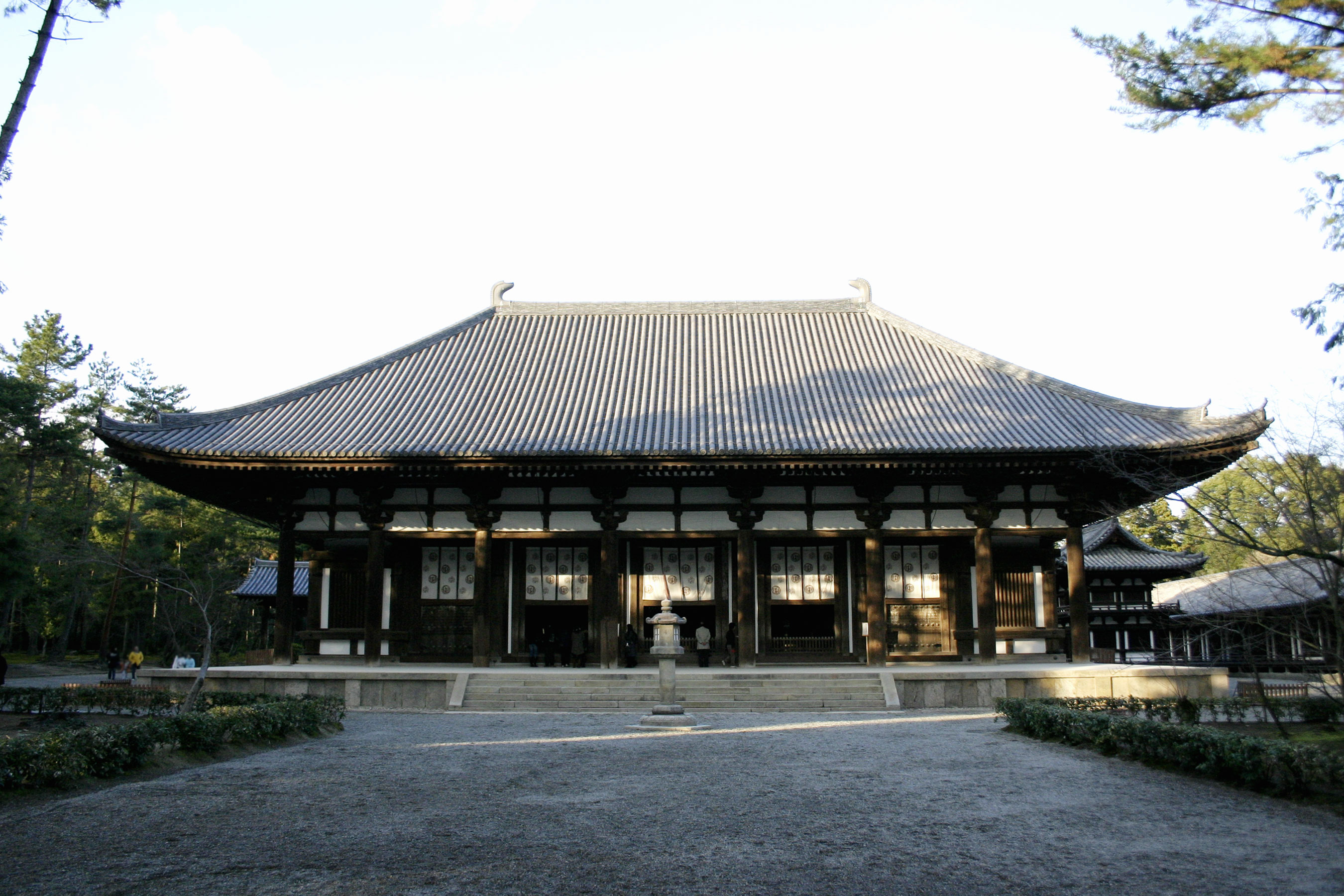
唐招提寺金堂